# Rakumo
rakumo株式会社（らくも、英文社名：rakumo Inc.）は、東京都千代田区麹町に本社を置く日本のSaaS企業。

## 概要
rakumoは2004年に創業された企業。企業向けSaaSの提供や、ベトナムを拠点としたITオフショア開発を行い、2020年に東京証券取引所マザーズに上場した。

## 沿革
- 2004年 - 東京都渋谷区に株式会社日本技芸を設立[6]。
- 2007年 - 東京都新宿区に本社を移転[6]。
- 2011年 - 東京都渋谷区に本社を移転[6]。
- 2013年 - ネットイヤーグループ株式会社の連結子会社となる[6]。
- 2014年 - 東京都中央区に本社を移転[6]。
- 2015年 - rakumo株式会社に商号を変更[6]。
- 2017年 - 東京都千代田区に本社を移転。ネットイヤーグループ株式会社との資本関係を解消[6]。
- 2018年 - 株式会社AOI Pro.からホーチミン市のAOI Systems Vietnam Co.,Ltd.を買収して、RAKUMO COMPANY LIMITEDに商号を変更[6][7]。
- 2020年 - 東京証券取引所マザーズに上場[6]。